# Merci, Chérie
Merci, Chérie (прев. Хвала, драга) је била победничка песма на Песми Евровизије 1966, коју је за Аустрију извео Удо Јиргенс са текстом на немачком и делимично на француском. Реч је о балади у којој певач, док је напушта, захваљује љубавници на лепо проведеним данима и позитивним успоменама.
Песма је изведена као девета, после Португалке Мадалене Иглесијас са „Ele e ela“ и пре Швеђана Лил Линдфорс и Свантеа Тиресона са „Nygammal vals“. Коначни зброј поена за "Mercie, Chérie" био је 31, што јој је обезбедило прво место.
Песму је као победника такмичења 1967. наследила Сенди Шо певајући „Puppet on a String“ за Уједињено Краљевство, а аустријска песма те године била је „Warum es hunderttausend Sterne gibt“, у извођењу Петера Хортена.
Ово је уједно био и једини пут да је Аустрија победила на Песми Евровизије до 2014. када је победио Томас Том Нојвирт, са псеудонимом Кончита Вурст, са песмом „Rise Like a Phoenix“.
Јиргенс је био последњи соло мушки пијаниста који је победио на такмичењу све док Данкан Лоренс није победио 2019. са "Arcade".
Удо је снимио песму и на француском, јапанском (メルシー・シェリー„Merushī sherī“), енглеском, италијанском (приредио Вито Палавичини) и шпанском (приредио Артуро Капс-Шенфелд).

## Верзије
- Песму је обрадио енглески певач Винс Хил. Бејкер Кевендиш је написао енглески текст, уз музички аранжман Џонија Артија. Објављен на ЕМИ Columbia, Хил је достигао 36. место на UK Singles Chart са овом песмом у јуну 1966.[1]
- Енглески певач Мет Монро (који се такмичио против Јиргенса на Песми Евровизије 1964. године и који је имао велики хит са енглеском верзијом песме "Warum nur, warum?") укључио је свој снимак енглеске верзије на албум 1966. године This Is the Life, објављујући нумеру као сингл који није успео да доспе на листу.
- Гунар Виклунд са оркестром Нисеа Хансена снимио га је за шведско тржиште 1966. године. Ал Сундстром је написао шведски текст, али је задржао француски наслов. Песма је објављена на ЕП-у Sjunger Eurovisionsschlager 1966 на His Master's Voice.
- Године 1967. Бент Фабриц је објавио инструменталну верзију песме на свом албуму Operation Lovebirds.
- Године 2007. америчка поп звезда Белинда Карлајл снимила је француску верзију песме и уврстила је на свој албум стандарда, Voila.
- Виолинисткиња Лидија Бајх, победница Евровизије за младе музичаре 1998, извела је одломак песме уживо на бини током уводног дела Песме Евровизије 2015. одржаног у Бечу.[2]